# مدرسة صهيون
مدرسة صهيون أو مدرسة المطران غوبات، أنشأها الأُسقف الثاني لمطرانية القدس الأسقفية الأنجليكانية المطران صموئيل غوبات عام 1847 على جبل صهيون في القدس ولهذا نسبت إليه.
تعتبر مدرسة صهيون في طليعة المدارس الإرسالية الخاصة في فلسطين في زمن الدولة العثمانية. أتاحت للطلاب الدراسة الابتدائية ولاحقا فرصة الحصول على الشهادة الثانوية.
تخرج منها عدد من أعلام الفكر والسياسة في فلسطين ومنهم: سامي إبراهيم حداد، خليل السكاكيني، جمال الحسيني، موسى ناصر، عبد القادر الحسيني، كمال ناصر، أنيس صايغ، جورجي حبيب حنانيا، نبيه أمين فارس، إميل توما، أحمد طوقان، أحمد الشقيري، منير شفيق، بولص شحادة، إلياس فريج، غالب بركات.

## مبنى المدرسة
تقوم في ذات المبنى اليوم كلية القدس الجامعية.

## انظر ايضاً
- التعليم في فلسطين
- قائمة مدارس القدس
- مدرسة المطران